# Mohamed Ahmed Bashir
Ne doit pas être confondu avec Ahmed Al Basha.
Pour les articles homonymes, voir Bashir.
Mohamed Ahmed Bashir est un footballeur international soudanais né le 23 mai 1987 à Bahri. Il joue au poste d'attaquant avec le club d'Al Hilal Omdurman.
Il participe à la Coupe d'Afrique des nations 2012 avec l'équipe du Soudan. Il marque un doublé contre l'Angola lors de cette compétition. 

## Palmarès
- Al Hilal Omdurman
  - Championnat du Soudan
    - Vainqueur (1) : 2010.
    - Finaliste (1) : 2011.

  - Coupe du Soudan

- -     - Finaliste (1) : 2010.

## Statistiques

### Statistiques en club
| Saison                | Club                  | Championnat           | Championnat | Championnat | Coupe(s) nationale(s) | Coupe(s) nationale(s) | Compétition(s) continentale(s) | Compétition(s) continentale(s) | Compétition(s) continentale(s) | Sélection | Sélection | Sélection | Total | Total |
| Saison                | Club                  | Division              | M.          | B.          | M.                    | B.                    | Comp.                          | M.                             | B.                             | Équipe    | M.        | B.        | M.    | B.    |
| 2005                  | Al-Mourada SC         | 1                     | 4           | 4           | 1                     | 1                     | -                              | -                              | -                              | -         | -         | -         | 5     | 5     |
| 2006                  | Al-Mourada SC         | 1                     | -           | -           | -                     | -                     | -                              | -                              | -                              | -         | -         | -         | 0     | 0     |
| 2007                  | Al-Mourada SC         | 1                     | -           | -           | -                     | -                     | -                              | -                              | -                              | -         | -         | -         | 0     | 0     |
| 2008                  | Al-Mourada SC         | 1                     | 3           | 3           | -                     | -                     | -                              | -                              | -                              | -         | -         | -         | 3     | 3     |
| 2009                  | Al-Mourada SC         | 1                     | 20          | 6           | -                     | -                     | -                              | -                              | -                              | Soudan    | 1         | 0         | 21    | 6     |
| 2010                  | Al Hilal Omdurman     | 1                     | 17          | 10          | -                     | -                     | C1+C2                          | 2+5                            | 0+4                            | Soudan    | 1         | 0         | 25    | 14    |
| 2011                  | Al Hilal Omdurman     | 1                     | 23          | 12          | -                     | -                     | C1                             | 8                              | 0                              | Soudan    | 4         | 0         | 35    | 12    |
| 2012                  | Al Hilal Omdurman     | 1                     | -           | -           | -                     | -                     | -                              | -                              | -                              | Soudan    | 7         | 2         | 7     | 2     |
| Total sur la carrière | Total sur la carrière | Total sur la carrière | 53          | 35          | 1                     | 1                     | -                              | 15                             | 4                              | Soudan    | 13        | 2         | 82    | 42    |

Pour les saisons 2005 et 2008, seuls les matchs où Bashir marque sont comptabilisés

### Buts en sélection
| Buts (2) en sélection de Mohamed Ahmed Bashir | Buts (2) en sélection de Mohamed Ahmed Bashir | Buts (2) en sélection de Mohamed Ahmed Bashir        | Buts (2) en sélection de Mohamed Ahmed Bashir | Buts (2) en sélection de Mohamed Ahmed Bashir | Buts (2) en sélection de Mohamed Ahmed Bashir | Buts (2) en sélection de Mohamed Ahmed Bashir |
|                                               | Date                                          | Lieu                                                 | Adversaire                                    | Score                                         | Résultat                                      | Compétition                                   |
| --------------------------------------------- | --------------------------------------------- | ---------------------------------------------------- | --------------------------------------------- | --------------------------------------------- | --------------------------------------------- | --------------------------------------------- |
| 1.                                            | 26 janvier 2012                               | Nuevo Estadio de Malabo, Malabo (Guinée équatoriale) | Angola                                        | 1-1                                           | 2-2                                           | CAN 2012                                      |
| 2.                                            | 26 janvier 2012                               | Nuevo Estadio de Malabo, Malabo (Guinée équatoriale) | Angola                                        | 2-2                                           | 2-2                                           | CAN 2012                                      |